# 九厅十八井
九厅十八井，位于中国广东省清远市清城区石角镇马头村委员回大屋村，为清远市清城区文物保护单位，类型为古建筑，公布时间为2004年6月。
九厅十八井的历史年代为清代。